# NGC 7400
NGC 7400 (również PGC 69967) – galaktyka spiralna (Sbc), znajdująca się w gwiazdozbiorze Żurawia. Odkrył ją John Herschel 6 września 1834 roku.
W galaktyce tej zaobserwowano supernową SN 2002ge.